# Мохаммед Касі-Саїд
Мохаммед Касі-Саїд (араб. محمد قاسی سعید, нар. 2 травня 1958, Алжир) — алжирський футболіст, що грав на позиції півзахисника.
Виступав за клуб «РШ Куба», а також національну збірну Алжиру.

## Клубна кар'єра
У дорослому футболі дебютував 1978 року виступами за команду «РШ Куба», кольори якої і захищав протягом усієї своєї кар'єри гравця, що тривала тринадцять років і у 1981 році став чемпіоном країни та володарем Суперкубка Алжиру. 

## Виступи за збірну
1980 року дебютував в офіційних матчах у складі національної збірної Алжиру. Протягом кар'єри у національній команді провів у формі головної команди країни 57 матчів.
У складі збірної був учасником чемпіонату світу 1986 року в Мексиці. Також у її складі став бронзовим призером Кубка африканських націй 1984 року і учасником Кубка африканських націй 1986 року.

## Титули і досягнення
- Чемпіон Алжиру: 1980/81
- Володар Суперкубка Алжиру: 1981
- Бронзовий призер Кубка африканських націй: 1984, 1988